# Pilar (Cebú)
Pilar es un municipio filipino perteneciente a la provincia de Cebú, en las Bisayas Centrales.

## Geografía
Se encuentra en las islas Camotes.

## Historia
Hacia comienzos del siglo XX, el lugar, ya por entonces perteneciente a la provincia de Cebú, tenía contabilizada una población de 3771 habitantes. En 2020, el municipio de Pilar tenía censados 12 506 habitantes.